# Dubina (Mladá Vožice)
Dubina je malá osada, část obce Mladá Vožice v okrese Tábor. Jako část obce vznikla ke dni 16. 5. 2005. V roce 2011 měla 10 obyvatel a nacházely se v ní 2 domy.

## Galerie

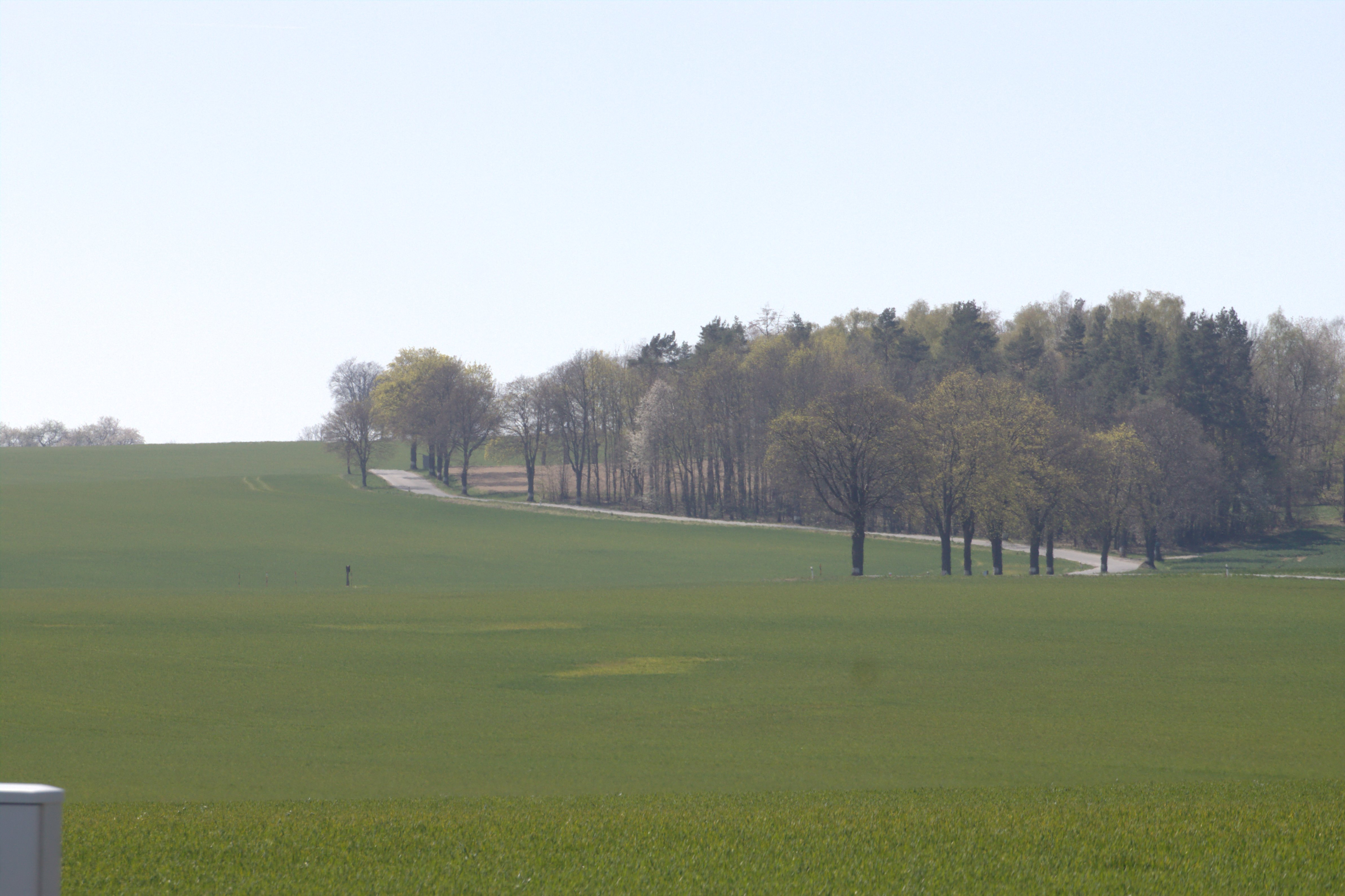
Okolní krajina
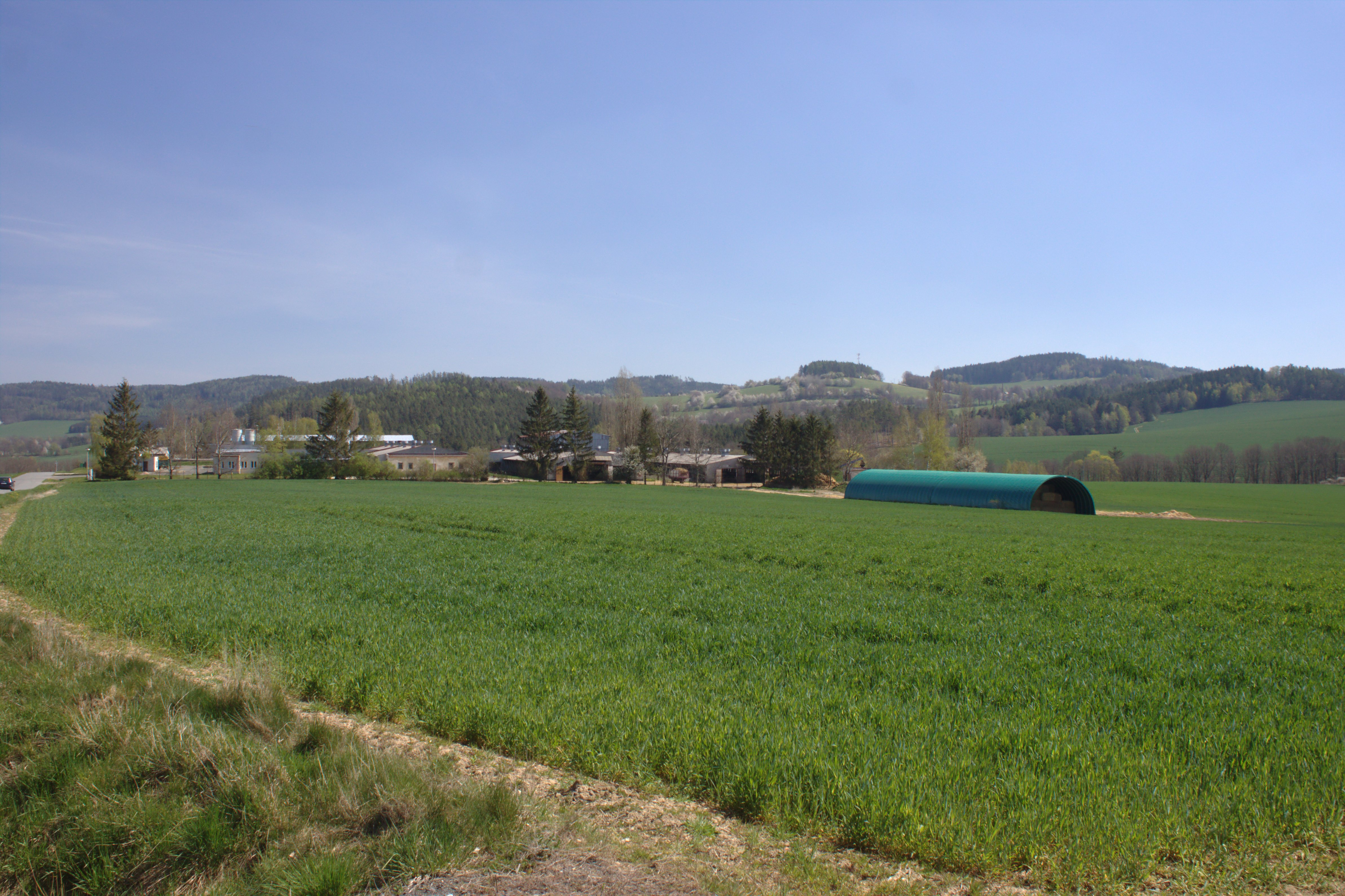
Pohled na zemědělský objekt v Dubině
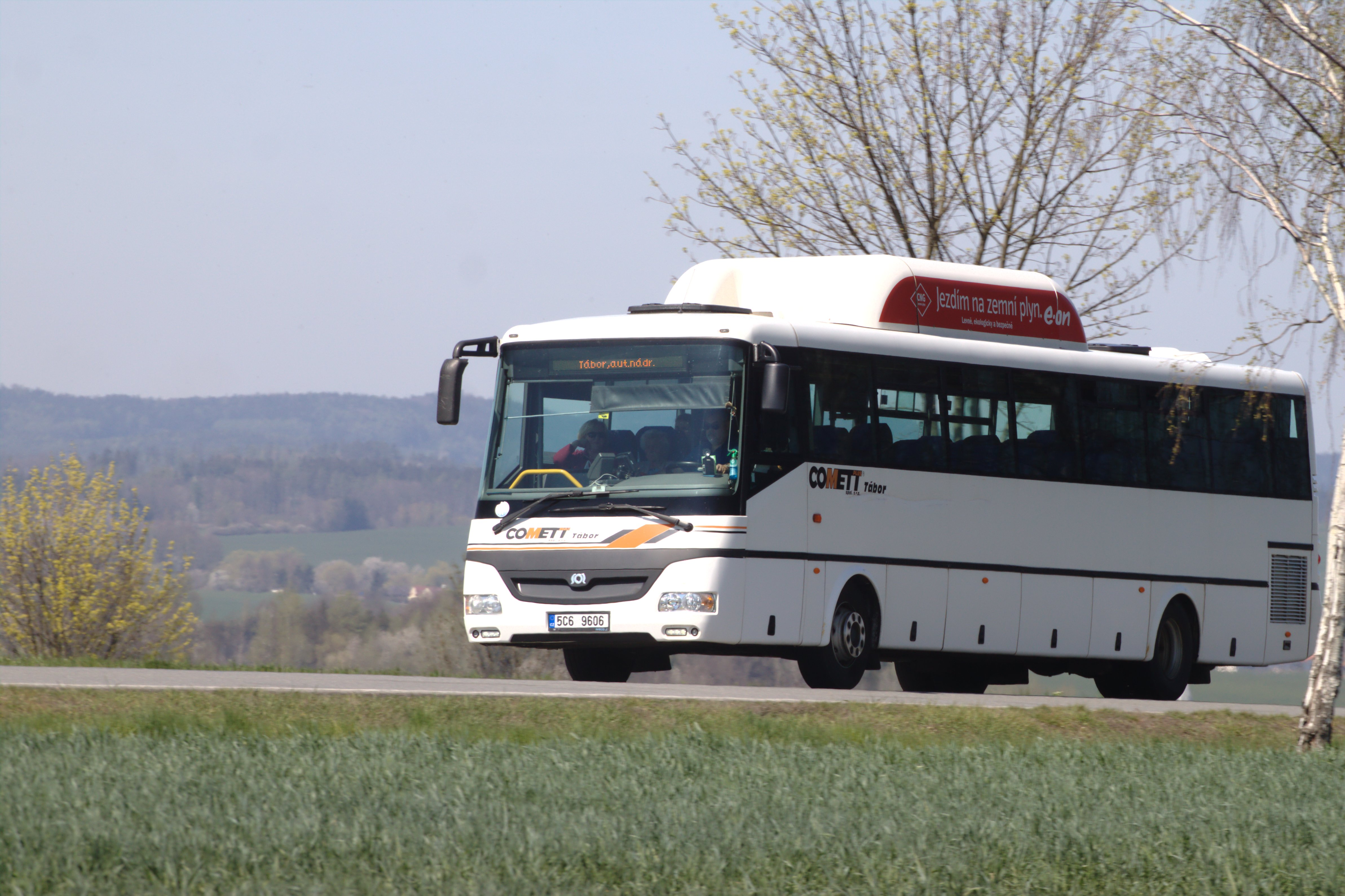
Autobus